# Umajjovci
Umajjovci, též Omájovci, byli první dynastie chalífů vládnoucí arabskému chalífátu v letech 661 až 750. Navázali na výboje v době volených chalífů a vytvořili říši sahající od povodí řeky Indu po Atlantský oceán, od Jemenu po Kavkaz a střední Asii. Sídelním městem Umajjovců byl Damašek v Sýrii. Samotná dynastie se dělila na rodové větve Sufjánovců vládnoucí v letech 661–683 a Marvánovců vládnoucí v letech 683–750. Roku 747 vypuklo rozsáhlé povstání iniciované ší'ity, které způsobilo pád dynastie Umajjovců a přivedlo k nejvyšší moci v chalífátu Abbásovce.

## Seznam chalífů
- Mu'ávija I. (661–680)
- Jazíd I. (680–683)
- Mu‘ávija II. (683)
- Marván I. (683–685)
- Abdulmalik (685–705)
- al-Valíd I. (705–715)
- Sulajmán (715–717)
- Umar II. (717–720)
- Jazíd II. (720–724)
- Hišám (724–743)
- al-Valíd II. (743–744)
- Jazíd III. (744)
- Ibráhím (744)
- Marván II. (744–750)

## Španělští Umajjovci
Poté, co byl Marván II. poražen Abú-l-Abbásem a moci v chalífátu se chopila dynastie Abbásovců, založil Hišámův vnuk Abdurrahmán I. na Pyrenejském poloostrově Córdobský emirát (později Córdobský chalífát), stát prakticky nezávislý na moci abbásovských chalífů. Tato nezávislost se projevila i tím, že jeho potomci užívali od roku 929 titul chalífa.